# Oodaaq
Oodaaq – żwirowa łacha położona na północny wschód od przylądka Morris Jesup na Grenlandii, uznawana niekiedy za wysunięty najbardziej na północ fragment stałego lądu na Ziemi. Dyskusyjną kwestią jest stabilność tej i podobnych żwirowych wysepek, które w skali lat mogą zostać zniszczone przez napierający lód. Najdalej wysuniętym na północ powszechnie uznanym fragmentem lądu jest większa wyspa Kaffeklubben, położona 1,36 km dalej na południe.
Oodaaq ma współrzędne geograficzne 83°40′N 30°40′W/83,666667 -30,666667, leży zaledwie 705 km na południe od bieguna północnego.
Została odkryta w 1978 roku przez duński zespół Uffe Petersena, którego zadaniem było potwierdzenie, że Kaffeklubben leży dalej na północ niż przylądek Morris Jesup na Ziemi Peary’ego. W chwili odkrycia miała wymiary zaledwie 15 na 8 metrów. Została nazwana imieniem Eskimosa, który towarzyszył Robertowi Peary'emu w wyprawie do bieguna północnego.
Wiele innych podobnych żwirowych wysepek zostało już uznanych za najdalej na północ wysunięte lądy na Ziemi. Do odwiedzonych przez badaczy należą m.in. wysepki oznaczone jako ATOW1996, Dupree 2000 i Euro-American Island. Towarzystwo National Geographic uznało wysepkę Oodaaq za twór dostatecznie stabilny i umieściło w Atlasie Świata wydanym w 2004 roku.